# Cantó de Villejuif-Est
El cantó de Villejuif-Est és un antic cantó francès del departament de Val-de-Marne, que estava situat al districte de L'Haÿ-les-Roses. Comptava amb part del municipi de Villejuif.
Al 2015 va desaparèixer i el seu territori va passar a formar part del cantó de Villejuif.

## Municipis
- Villejuif (part)

## Història
| Data d'elecció                           | Identitat           | Partit | Qualitat |
| ---------------------------------------- | ------------------- | ------ | -------- |
| 1967-1973                                | Louis Dolly         | PCF    |          |
| 1973-1979                                | Charles Fiterman    | PCF    |          |
| 1979-1985                                | Pierre-Yves Cosnier | PCF    |          |
| 1985-2004                                | Jean Laterrasse     | PCF    |          |
| 2004-                                    | Gilles Delbos       | PCF    |          |
| les dades anteriors no són pas conegudes |                     |        |          |
|                                          |                     |        |          |

## Demografia
| A partir de 1990: Població sense dobles comptes |